# 코르토나

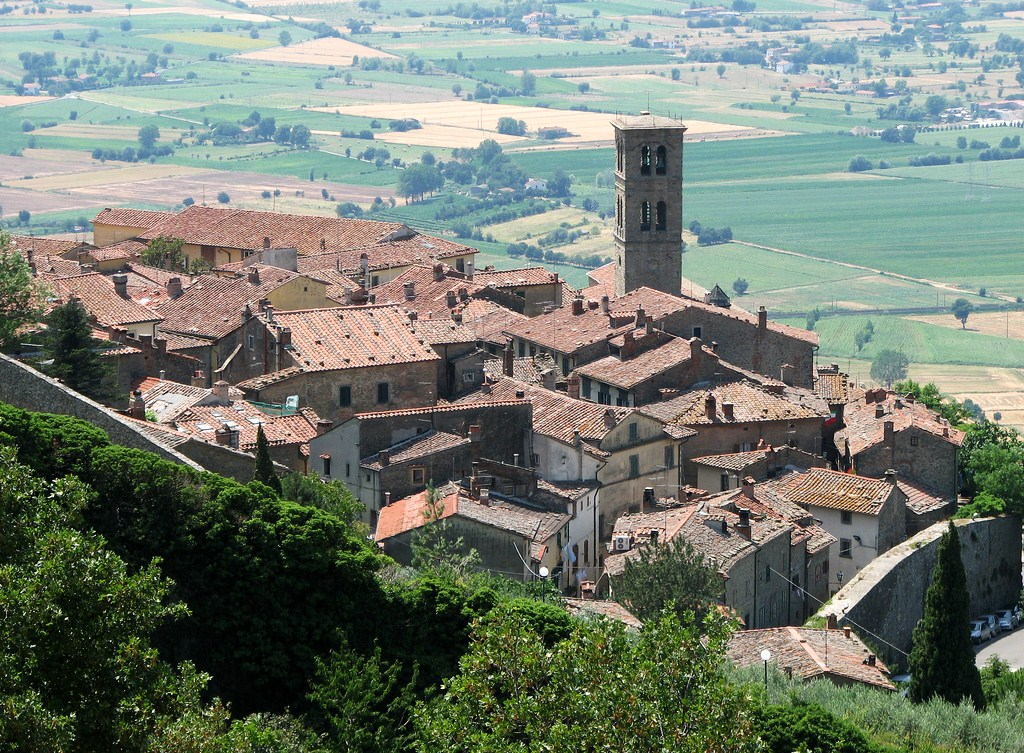
코르토나

코르토나(이탈리아어: Cortona)는 이탈리아 토스카나주 아레초도에 위치한 코무네로 면적은 343km2, 높이는 494m, 인구는 22,526명(2014년 12월 31일 기준), 인구 밀도는 66명/km2이다.

## 자매 도시
- 미국 애선스
- 루마니아 로만
- 알바니아 크루여
- 프랑스 샤토시농